# Pareuchaetes insulata
Pareuchaetes insulata är en fjärilsart som beskrevs av Walker 1855. Pareuchaetes insulata ingår i släktet Pareuchaetes och familjen björnspinnare. Inga underarter finns listade i Catalogue of Life.